# Живорад Вукосављевић
Живорад Вукосављевић (1905 – 1963) је био српски војни пилот, књижевник и новинар. По завршетку Ваздухопловне академије Београд, служио је као пилот у југословенској војсци. Његов авион срушио се 1939. године у близини Мостара, након чега је постао инвалид и посветио се писању. Био је члан Удружења књижевника Србије. Већина његових романа су авантуристичке приче о авијацији, и данас се многа од ових дела сматрају омладинском и дечијом књижевношћу. Скоро сва дела овог писца поново је објавила издавачка кућа Порталибрис, у својој едицији Отргнуто од заборава.

## Дела
- Како смо добили крила (1935)
- Пилот поручник Кнап брани Београд (1939)
- Судар у ваздуху (1940)
- Постанак и развој ваздухопловства (1940)
- Победници неба (1940)
- Михајло Петровић, први српски авијатичар (1954)
- Младост и крила (1957)
- Приче о пилотима (1960)
- Ескадрила над пустињом (1962)
- Стари пилот (1963)
- Да узалууд не плове облаци (1964)[3]